# Clyfford Still Museum

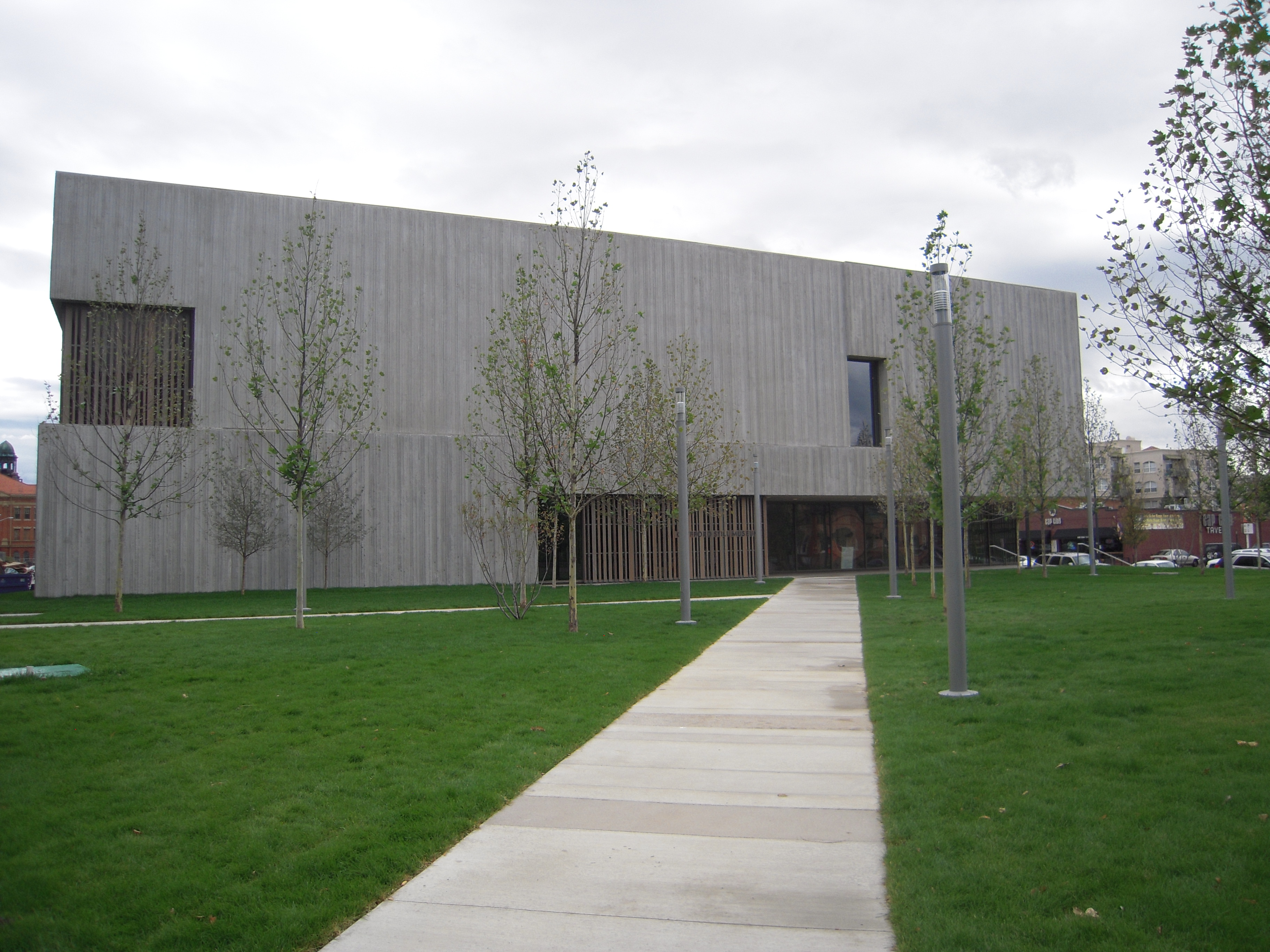
Clyfford Still Museum

Clyfford Still Museum är ett amerikanskt konstmuseum i Denver i Colorado i USA, som är ägnat åt att visa Clyfford Stills efterlämnade verk.
Museet ligger i anslutning till Denver Art Museum i Denvers Civic Centerområde. För museet uppfördes en särskild byggnad för ändamålet, vilken ritades av Brad Cloepfil på Allied Works Architecture och invigdes 2011. Museet är på 2.323 kvadratmeter och byggt i platsgjuten betong.
Clyfford Still dog 1980. Han hade i sitt testamente stipulerat att hand efterlämnade verk, bland annat 825 målningar på duk,  skulle doneras till stad i USA, som åtog sig att visa dem samlat och permanent i en särskild museibyggnad, en byggnad som inte fick inhysa någon museibutik eller kafé. Han änka Patricia Still (1920–2005) kom 2004 överens med Denver stad om ett museum, och samlingarna donerades till denna. Patricia Still testamenterade därefter också sin egendom till museet, inkluderade stora samlingar skisser. Museets samling av konst av Clyfford Still uppgår till 3.125 verk, vilket motsvarar 95 % av hans samlade verk.